# Abbildungstorus
In der Mathematik sind Abbildungstori topologische Räume, mit denen topologische Abbildungen beschrieben werden.

## Definition

Das Möbiusband ist der Abbildungstorus der durch definierten Abbildung.

Die Kleinsche Flasche ist ein nichttriviales Bündel über S^{1} mit Faser S^{1} und Monodromie.

Sei {\displaystyle X} ein topologischer Raum und {\displaystyle f\colon X\rightarrow X} ein Homöomorphismus. Der Abbildungstorus von {\displaystyle f} ist definiert als Quotient
{\displaystyle T_{f}:=X\times \left[0,1\right]/\sim }
von {\displaystyle X\times \left[0,1\right]} bzgl. der Äquivalenzrelation {\displaystyle (x,1)\sim (f(x),0)} für alle {\displaystyle x\in X}.

## Faserbündel über dem Kreis
Der Kreis {\displaystyle S^{1}} kann als Quotientenraum {\displaystyle S^{1}=\left[0,1\right]/\sim } mit {\displaystyle 0\sim 1} aufgefasst werden, damit definiert die Projektion auf den zweiten Faktor {\displaystyle p\colon X\times \left[0,1\right]\rightarrow \left[0,1\right]} ein Faserbündel
{\displaystyle p\colon T_{f}\rightarrow S^{1}}.
Umgekehrt ist jedes Faserbündel über dem Kreis als Abbildungstorus eines Homöomorphismus {\displaystyle f\colon X\rightarrow X} darstellbar. Die Abbildung {\displaystyle f} wird als Monodromie des Faserbündels bezeichnet.

## Abbildungstori in der 3-dimensionalen Topologie
Abbildungstori spielen eine wichtige Rolle in Thurstons Zugang zur Geometrisierung von 3-Mannigfaltigkeiten.
Homöomorphismen kompakter Flächen fallen in eine von drei Kategorien: periodisch, reduzibel oder pseudo-Anosov. Thurston hat bewiesen, dass ein 3-dimensionaler Abbildungstorus genau dann hyperbolisch ist, wenn die Monodromie pseudo-Anosov ist.
Ian Agol hat 2012 gezeigt, dass jede kompakte 3-Mannigfaltigkeit eine endliche Überlagerung besitzt, die sich als Abbildungstorus darstellen lässt.

## Gruppentheorie
In der Gruppentheorie definiert man Abbildungstori für Endomorphismen freier Gruppen. Sei {\displaystyle F(X)=\langle X\mid -\rangle } die von einer Menge {\displaystyle X} erzeugte freie Gruppe und {\displaystyle \phi \colon F(X)\rightarrow F(X)} ein Endomorphismus. Dann ist der Abbildungstorus definiert durch die Präsentierung
{\displaystyle T_{\phi }:=\langle t,X\mid t^{-1}xt=\phi (x)\ \forall x\in X\rangle }.